# Vladimir Veber
Vladimir Veber (în rusă Владимир Владимирович Вебер, transliterat: Vladimir Vladimirovici Veber; n. 20 iulie 1941, Omsk, RSFS Rusă, URSS) este un antrenor de fotbal și fost fotbalist moldovean de origine rusă. Vladimir Veber a jucat pe postul de portar la câteva echipe, printre care și Moldova Chișinău. După încheierea carierei de fotbalist a devenit antrenor, conducând câteva cluburi și naționalele Siriei și Libanului. Ulterior a activat și ca antrenor de portari, inclusiv la naționala Moldovei. În prezent este antrenor interimar al clubului Milsami Orhei (din 3 noiembrie 2015), iar anterior a fost consultantul președintelui echipei.

## Palmares

### Antrenor
FC Milsami
- Cupa Moldovei: 2011-12
- Supercupa Moldovei: 2012

### Individual
- Maestru în Sport al URSS[4]